# Janseola fulvithorax
Janseola fulvithorax är en fjärilsart som beskrevs av George Francis Hampson. Janseola fulvithorax ingår i släktet Janseola och familjen Heterogynidae. Inga underarter finns listade i Catalogue of Life.